# Polar Bear Peak
Der Polar Bear Peak ist ein 2016 m hoher Berg in den Chugach Mountains in Alaska.
Der Berg liegt im Chugach State Park, 35 km östlich von Anchorage und 8 km östlich der Seen Symphony Lake und Eagle Lake. Der South Fork Eagle River entwässert seine Westflanke.
Seinen Namen bekam der Polar Bear Peak 1963 von Mitgliedern des Mountaineering Club of Alaska, die sich von der Form eines Schneefelds auf seiner Nordflanke an einen Eisbären (englisch Polar bear) erinnert fühlten.